# Franz Johann

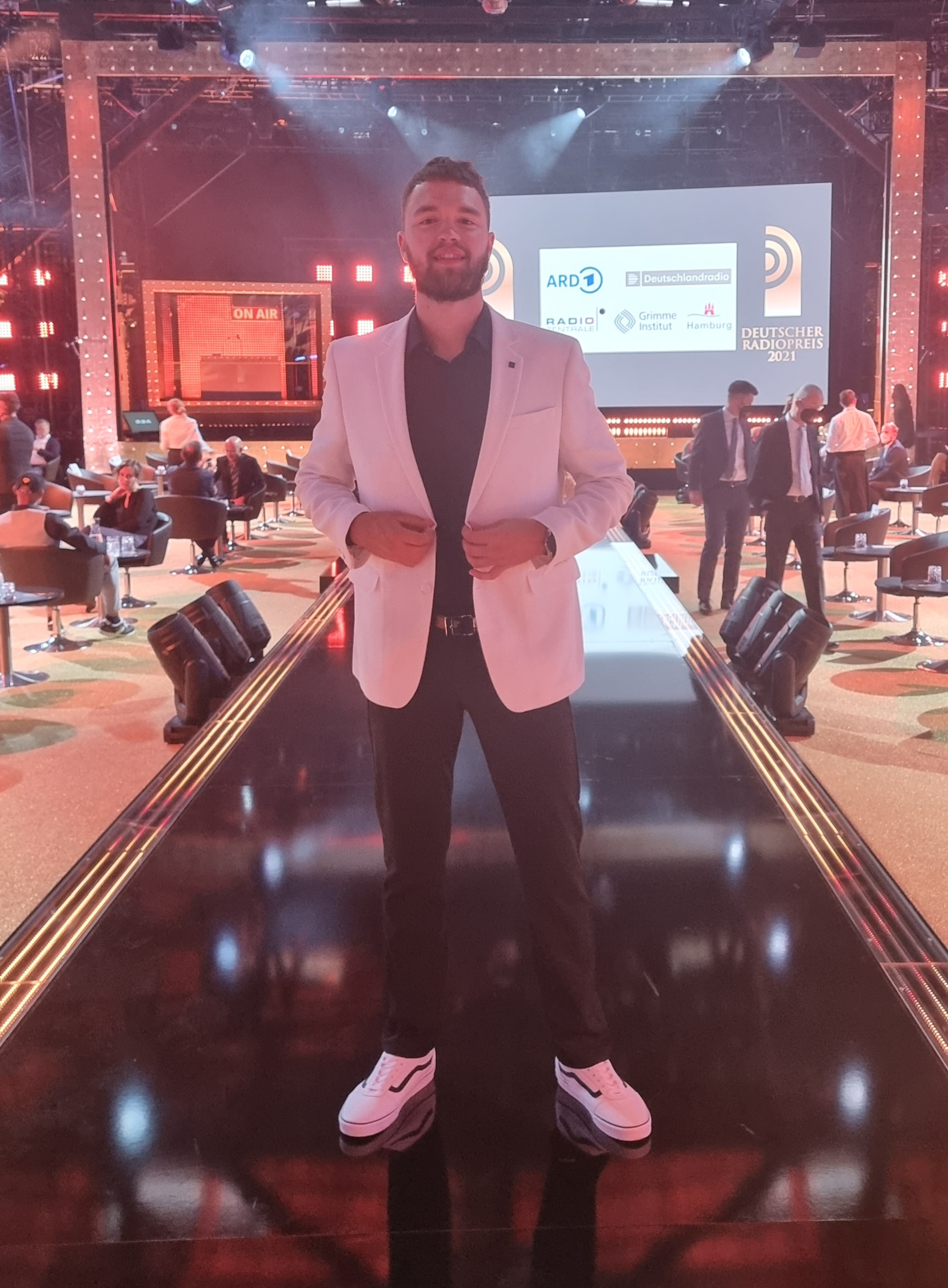
Franz Johann beim Deutschen Radiopreis 2021

Franz Johann (* 30. Oktober 1996 in Saarbrücken) ist ein deutscher Radiomoderator, Sprecher und Reporter.

## Leben
Johann ist im Saarland aufgewachsen und studierte Germanistik und English Linguistics, Literature and Culture an der Universität des Saarlandes.

## Radio
Nach ersten Erfahrungen bei Radio Salü begann er 2017 bei SR 1 und arbeitete dort als sendebegleitender Redakteur und Reporter. Seit 2018 ist Johann Moderator bei Unserding, der jungen Welle des Saarländischen Rundfunks (ARD). Im April 2021 startete mit dem „Franztag Mittag“ seine eigene Personality-Show auf Unserding, mit der er im selben Jahr für den Deutschen Radiopreis in der Kategorie „Beste:r Newcomer:in“ nominiert wurde. Seit Dezember 2021 moderiert er werktags den Mittag auf Unserding.
Darüber hinaus ist Johann Sprecher für Synchronisation und Voiceover.

## Weiteres
Neben dem Radio moderierte Johann diverse Veranstaltungen, u. a. für die Universität des Saarlandes und den Saarländischen Landtag. Von 2018 bis 2020 hostete, plante und produzierte er den Podcast „kneipengolf“.